# Nokomis, Saskatchewan
Nokomis är en ort i Kanada.   Den ligger i provinsen Saskatchewan, i den sydöstra delen av landet, 2 200 km väster om huvudstaden Ottawa. Nokomis ligger 517 meter över havet och antalet invånare är 436.
Terrängen runt Nokomis är mycket platt. Trakten runt Nokomis är nära nog obefolkad, med mindre än två invånare per kvadratkilometer.. Det finns inga andra samhällen i närheten. 
Trakten runt Nokomis består till största delen av jordbruksmark.